# Mandat
Mandat (av lat. mandatum) är i etymologisk mening ungefär liktydigt med uppdrag.
Mandat kan vara ett avtal, varigenom en person förbinder sig att för annans räkning utföra ett rättsärende.
Ett mandat kan även innebära ett uppdrag att genom allmänna val vara medlem av ett lands eller en kommuns representation. I Sverige kallas de tillgängliga riksdagsplatserna i varje valkrets för mandat, sammantaget 349 riksdagsmandat.
Ett mandatområde (NF-mandat) var ett område som vid första världskrigets slut som tidigare varit tyska kolonier eller osmanska områden. Dessa mandat ställdes under NF:s förvaltning med en segrarmakt från första världskriget som ansvarig. Målet var att förbereda områdena för självständighet.

## Mandatet i rättslig mening
Ett mandat är i juridisk mening ett uppdrag, ett avtal, varigenom en person förbinder sig att för en annans räkning utföra något av rättslig karaktär. Mandatet kan avse, att mandatarien (uppdragstagaren) ska utföra uppdraget i eget namn och således själv i stället för mandanten (uppdragsgivaren) träda i rättsförhållande till tredje man, och benämns i sådant fall mandat i egentlig mening; hit hör kommissionsavtalet, varav speditionsavtalet är en underkategori. 
Men i modern rätt är det även möjligt, att uppdraget ska utföras icke bara för uppdragsgivarens räkning, utan även i uppdragsgivarens namn, så att personen omedelbart förvärvar de rättigheter och ikläder sig de förpliktelser, som kommer ur rättsärendet. Denna art, vilken var för den romerska rätten principiellt okänd, uppkommer genom mandatets förening med en fullmakt och kan kallas fullmaktsmandat (jämför Fullmakt). Det är detta, som egentligen avses i lagen (se Handelsbalken 18 kap.) liksom i de flesta främmande. Även beträffande mandat utan fullmakt (kommissionsavtal) anses mandanten omedelbart berättigad genom uppdragets utförande; särskilt brukar mandanten tillerkännas separationsrätt i mandatariens konkurs. I motsats till den romerska ger den nyare rätten mandatarien i regel anspråk på arvode.
Viktiga användningar av det rättsliga mandatet är bland annat rättsförhållandet emellan ett bolag och dess styrelse samt firmateckningsrätten, av vilka anvisning och växel anses vara sammansatta. 